# 25. september
25. september er dag 268 i året i den gregorianske kalender (dag 269 i skudår). Der er 97 dage tilbage af året.

### Begivenheder
Født - Dødsfald
- 1513 - For første gang står en europæer ved Stillehavet, da Vasco Nunez de Balboa når frem til oceanet, som han kalder for Sydhavet og som han gør krav på for den spanske krone.
- 1690 - Benjamin Harris udgiver den første amerikanske avis. Avisen udkom imidlertid kun denne ene dag. Myndighederne forbød udgivelsen af avisen og beordrede den lukket.
- 1876 - Carlsbergfondet oprettes af brygger J. C. Jacobsen. Formålet med Fondet var at fortsætte Carlsberg Laboratorium og fremme naturvidenskaberne, matematik, filosofi, historie og sprogvidenskab, samt at opretholde Det Nationalhistoriske Museum på Frederiksborg Slot.
- 1886 - Danmark sætter kulderekord i september med -5,6 °C målt i Ålborg
- 1903 - Gedser får dampfærgeforbindelse til Warnemünde i Tyskland.
- 1940 - Den tyske Rigskommissær i Norge, Terboven, etablerer et diktatur i Norge, med Vidkun Quisling som regeringschef.
- 1944 - Alexandria-protokollen om arabisk enhed vedtages i Alexandria mellem Irak, Transjordanien, Syrien, Libanon, Egypten, Saudi-Arabien og Yemen.
- 1953 - 1.300 bliver dræbt af en cyklon, der rammer Vietnam og Japan.
- 1968 - Det tjekkoslovakiske fodboldlandshold vinder i Idrætsparken 3-0 over Danmark. Alligevel jublede danskerne, der havde stor sympati Tjekkoslovakiet, der en måned tidligere var blevet invaderet af Sovjetunionen.
- 1972 - I Norge afholdes afstemning om evt medlemskab af EF. Næste dags tælling viser 46.51% ja-stemmer og 53.49% nej-stemmer.
- 1974 - I Idrætsparken taber det danske fodboldlandshold en EM kvalifikationskamp mod Spanien med 1-2.
- 1974 - Den amerikanske golfspiller Michael Hoke Austin slår historiens (1997) længste drive på 471 meter ved det åbne mesterskab for seniorer i Las Vegas, USA.
- 1978 - I San Diego i Californien kolliderer et lille sportsfly og en Boeing 727 under indflyvningen til lufthavnen. 46 omkom i den til da værste ulykke i amerikansk flyvnings historie.
- 1979 - I Malmø spiller Danmark og Sverige 0-0 i en fodboldlandskamp. Det var dermed stadig 38 år siden Danmark havde vundet over Sverige på svensk grund.
- 1985 - I Moskva taber det danske fodboldlandshold en VM-kvalifikationskamp mod Sovjetunionen med 1-0. Trods nederlaget førte Danmark stadig puljen, hvor det handlede om kvalifikation til VM i Mexico i 1986.
- 1991 - I Landskrona i Skåne vinder det danske fodboldlandshold en EM-kvalifikationskamp mod Færøerne med 4-0. Målene blev scoret af Kim Christofte, Bent "turbo" Christensen, Frank Pingel og Kim Vilfort.
- 1993 - Ved en domstol i Florida skriver dommeren retshistorie, da han erklærer, at et barn godt kan få skilsmisse fra sine forældre. Sagen stod omkring den 12-årige Gregory Kingsley, som ikke ville have sine forældre længere.
- 1994 - Det danske kvindelandshold i håndbold vinder i Berlin EM-finalen over Tyskland med 27-23, og kåres dermed til vindere af det første EM i håndbold.
- 1997 - De to rockergrupper Hells Angels og Bandidos indgår for åben tv-skærm en fredsaftale efter 1½ års rockerkrig i Danmark. Rockerkrigen havde til da kostet 5 dødsofre og 40 sårede.
- 1999 - Fremskridtspartiets landsmøde ophæver den otte år gamle eksklusion af partiets stifter Mogens Glistrup. Et par uger efter fik det fire af partiets mest kendte folketingsmedlemmer til at melde sig ud af partiet.

### Født
- 1644 - Ole Rømer, dansk astronom og matematiker (død 1710).
- 1764 - Fletcher Christian, engelsk styrmand og leder af "Mytteriet på Bounty" (død 1793).
- 1886 - Victor Montell, dansk skuespiller (død 1967).
- 1897 - William Faulkner, amerikansk forfatter og modtager af Nobels Litteraturpris (død 1962).
- 1906 - Dmitrij Sjostakovitj, russisk komponist (død 1975).
- 1920 - Sergej Bondartjuk, russisk skuespiller (død 1994).
- 1928 - Peter Ronild, dansk journalist, forfatter og skuespiller (død 2001).
- 1929 - Barbara Walters, amerikansk journalist og tv-vært (død 2022).
- 1930 - Shel Silverstein, amerikansk humorist,sanger, musiker og forfatter (død 1999).
- 1932 - Terry Medwin, walisisk fodboldspiller (død 2024).
- 1935 - Bjarne Liller, dansk jazzmusiker og sanger (død 1993).
- 1938 - Jonathan Motzfeldt, grønlandsk politiker (død 2010).
- 1941 - Hans Kristensen, dansk filminstruktør.
- 1943 - Robert Gates, amerikansk forsvarsminister.
- 1944 - Michael Douglas, amerikansk skuespiller.
- 1949 - Pedro Almodóvar, spansk filminstruktør.
- 1951 - Mark Hamill, amerikansk skuespiller.
- 1952 - Christopher Reeve, amerikansk skuespiller (død 2004).
- 1954 - Juande Ramos, spansk fodboldspiller.
- 1955 - Karl-Heinz Rummenigge, tysk fodboldspiller.
- 1957 - Michael Madsen, amerikansk skuespiller.
- 1959 - Peter Zhelder, dansk skuespiller.
- 1961 - Heather Locklear, amerikansk skuespillerinde.
- 1963 - Mikael Persbrandt, svensk skuespiller.
- 1965 - Scottie Pippen, amerikansk basketballspiller.
- 1967 - Thomas Wivel, dansk komiker.
- 1968 - Will Smith, amerikansk skuespiller og musiker.
- 1969 - Catherine Zeta-Jones, walisisk skuespillerinde.
- 1972 - Lars Herlow, dansk entertainer og tv-vært.
- 1973 - Jakob Ellemann-Jensen, dansk politiker.
- 1975 - Declan Donnelly, engelsk tv-vært.
- 1976 - Santigold, amerikansk sangerinde.
- 1981 - Van Hansis, amerikansk skuespiller.
- 1983 - Donald Glover, amerikansk skuespiller.
- 1987 - Monica Niculescu, rumænsk tennisspiller.
- 1991 - Anna Andrea Malzer, dansk sceneinstruktør og dramatiker.
- 1992 - Rosalía, spansk sangerinde.
- 1994 - Thomas Foket, belgisk fodboldspiller.
- 1996 - Mie Ø. Nielsen, dansk svømmer.
- 1999 - Rene Rinnekangas, finsk snowboarder.

### Dødsfald
- 1849 - Johann Strauss den ældre, østrigsk komponist (født 1804).
- 1902 - Jacob Erslev, dansk forlagsboghandler (født 1819).
- 1909 - Thomas Skat Rørdam, dansk provst, biskop og forfatter (født 1832).
- 1930 - Carl Holten, dansk fabrikant og grundlægger (født 1854).
- 1950 – George Kingsley Zipf, amerikansk lingvist og filolog (født 1901).
- 1964 - Rasmus Christiansen, dansk skuespiller (født 1885).
- 1970 - Erich Maria Remarque, tysk forfatter (født 1898).
- 1983 - Ekskong Leopold 3. af Belgien, konge af Belgien 1934-1951 (født 1901).
- 1994 - Lise Ringheim, dansk skuespillerinde (født 1929).
- 2003 - Franco Modigliani, italiensk-amerikansk økonom (født 1918).
- 2009 - Alicia de Larrocha, spansk pianist (født 1923).
- 2009 - Willy Breinholst, dansk forfatter og humorist (født 1918).
- 2011 - Wangari Maathai, kenyansk miljø og politisk aktivist (født 1940).
- 2012 - Andy Williams, amerikansk sanger (født 1927).
- 2014 - Gunnar Zachariasen, færøsk fodboldspiller (født 1992).
- 2016 - Arnold Palmer, amerikansk golfspiller (født 1929).
- 2016 - Henning Enoksen, dansk fodboldspiller (født 1935).

|  | Denne datoartikel kan blive bedre, hvis der indsættes et (bedre) billede Du kan hjælpe ved at afsøge Wikimedia Commons for et passende billede eller uploade et godt billede til Wikimedia Commons iht. de tilladte licenser og indsætte det i artiklen. |